# Списак сликара/К
| Сликари: A Б В Г Д Ђ Е Ж З И Ј К Л Љ М Н Њ О П Р С Т Ћ У Ф Х Ц Ч Џ Ш |

## Ка..
Драгош Калајић (1943—2005), српски сликар
Александар Каламе (1810—1864), швајцарски сликар
Јитиш Калат (рођен 1974), индијски сликар
Александар Калдер (1898—1976), амерички вајар
Антонио Калдерара (1903—1978), италијански сликар
Гистав Калебот (1848—1894), француски сликар
Роберт Калмаревић (1955), српски сликар
Жак Кало (1592—1635), француски сликар
Фрида Кало (1907—1954), мексичка сликарка
Вилем Калф (1619—1693), холандски сликар
Камагурка (1956—), белгијски сликар и карикатуриста
Робер Кампен (1378–1444)), фламаски сликар
Антонио Кампи (1523—1587), италијански сликар
Каналето (Ђовани Антонио Канал) (1697—1768), италијански сликар
Василиј Кандински (1866—1944), руски сликар
Рајмунд Канелба (1897—1960), пољски сликар
Тадеуш Кантор (1915—1990), пољски сликар
Јан ван де Капеле (1624—1679), холандски сликар
Леон Каплински (1826—1873), пољски сликар
Момо Капор, (1937—), српски сликар
Емили Кар (1871—1945), канадска сликарка и књижевница
Рабо Карабекјан (1916—1988), јерменско-амерички сликар
Микеланђело Меризи да Каравађо (1573—1610), италијански ренесансни
Иван Карго (1898—1958), руски сликар
Џон Фабијан Карлсон (1875—1945), шведски сликар
Лудовико Карачи (1555—1619), италијански сликар
Анибале Карачи (1557—1602), италијански сликар
Агостино Карачи (1560—1609), италијански сликар
Виторе Карпачо (око 1460—1525), италијански сликар
Алфонс Карпински (1875—1961), пољски сликар
Карл Густав Карус (1789—1869), немачки сликар
Мери Касат (1844—1926), америчка сликарка
Алфред Џозеф Касон (1898—1992), канадски сликар
Казасолес (рођен1952) сликар кубанског порекла
Винсенти Касприцки (1802—1849), пољски сликар
Ангелика Кауфман (1741—1807), швајцарска сликарка
Алекс Кац (рођен 1927), амерички сликар

## Кв..
Фан Кван (око 990—око 1030), кинески сликар
Пол Кејн (1810—1871), ирско-канадски сликар
Фердинанд Келер (1842—1922), немачки сликар
Роберт Келер (1850—1917), амерички сликар немачког порекла
Елсворт Кели (рођен 1923), амерички сликар
Роквел Кент (1882—1971), амерички сликар
Мишел Кикоин (1892—1968), бјелоруски сликар
Томас Кинкејд (1958—), амерички сликар
Мартин Кипенбергер (1953—1997), немачки сликар
Ђорђо де Кирико (1888—1978), италијански сликар
Ернст Лудвиг Кирхнер (1880—1938), немачки сликар
Пер Киркеби (рођен 1938), дански сликар
Мојсе Кислинг (1891—1953), пољски сликар
Анселм Кифер (рођен 1945), немачки сликар
Вилијем Кјенбуш (1914—1980), амерички сликар
Франц Клајн (1910—1962), амерички сликар
Ив Клајн (1928—1962), француски сликар
Густав Климт (1862—1918), аустријски сликар
Дејан Клинцов (рођен 1963), српски сликар
Паул Кле (1879—1940), швајцарски сликар
Франсоа Клуе 1510—1572, француски сликар
Јурај Јулије Кловић (1498—1578), хрватски минијатуриста

## Ke..
Снежана Пајевић Кезеле, (1951), сликар, дизајнер

## Кн..
Урош Кнежевић, (1811—1876), српски сликар
Борис Кобе (1905—1981), словеначки архитекта и сликар
Марсин Кобер (око 1550— пре 1589), пољски сликар
Кристен Кобке (1810—1848), дански сликар
Александер Кобждеј (1920—1972), пољски сликар
Фелицјан Шчесни Коварски (1890—1948), пољски сликар
Ивица Ковачић Штифла (рођен 1950), српски сликар
Мијо Ковачић —{XX}— век, српски сликар
Чарлс Кодман (1800—1842), амерички сликар
Оскар Кокошка (1886—1980), аустријски сликар
Томас Кол (1801—1948), амерички сликар
Кете Колвиц, (1867—1945), немачка уметница
Еверт Колијер (1640—1707), холандски сликар
Џон Колијер (1850—1934), сликар, писац
Жан Колом (1430—1490), француски сликар
Џон Констабл (1776—1837), енглески сликар
Констант (1920—2005), холандски сликар
Милан Коњовић (1898—1993), српски сликар
Џон Синглтон Копли (1737—1815), амерички сликар
Ловис Коринт (1858—1925), немачки сликар и графичар
Џозеф Корнел (1903—1972), амерички сликар, вајар
Томас Корнел (рођен 1937), амерички сликар
Жан-Батист Камиј Коро (1796—1879), француски сликар
Гилом Корнелис ван Баверло (Корнеј) (рођен 1922), холандски сликар
Антонио Аљери да Коређо (1489—1534), италијански сликар
Лукаш Королкијевич (1619—1688), пољски сликар
Пјетро да Кортона (1596—1669), италијански архитекта, сликар

## Ко..
Ивана Кобилица (1861—1926), словеначка сликарка
Љубомир Кокотовић (1936—), српски сликар
Јиржи Косак (1886—1955), пољски сликар
Јулијус Косак (1824—1899), пољски сликар
Војћех Косак (1857—1942), пољски сликар
Франћишек Костшевски (1826—1911), пољски сликар
Андрей Борисович Колкутин (1957—), руски сликар
Рудолф Котник (1931—1996), словеначки сликар
Пјеро де Козимо (1462—1521), италијански сликар
Пјер Огист Кот (1837—1883), француски сликар
Алескандер Коцис (1836—1877), пољски сликар
Роман Кочановски (1857—1945), пољски сликар
Иван Ковалчик Милешевац (1968—), српски сликар

## Кр..
Франц Краљ (1895—1960), словеначки сликар
Тоне Краљ (1900—1975), словеначки сликар
Лукас Кранах Старији (1472—1553), немачки сликар
Лукас Кранах Млађи (1515—1586), немачки сликар
Ханс Кранах (1513—1537), немачки сликар
Аугустин Кранах (1554—1595), немачки сликар
Лукас Кранах III (1586—1645), немачки сликар
Теодор Крачун (18. век) српски сликар
Метка Крашовец (рођена 1941), словеначка сликарка и графичарка
Лорензо ди Креди (1459—1537), италијански сликар
Алберт Хенри Кребјел (1873—1951), амерички сликар и фрескописац
Педер Северин Крејер (1851—1909), дански сликар
Пинчус Кремење (1890—1981), бјелоруски сликар
Ђовани Батиста Креспи (1557—1633), италијански сликар
Данијел Креспи (1597—1630), италијански сликар
Ђусепе Марија Креспи (1665—1747), италијански сликар
Иван Крижан (1944—) српски сликар
Кристијан Крог (1852—1925), дански сликар
Пер Крог (1889—1965), норвешки сликар
Лион Крол (1884—1974), амерички сликар
Жан Кроти (1878—1958), француски сликар
Томас Кроти (рођен 1954), амерички сликар
Ђорђе Крстић (1851—1907), српски сликар
Емил Крча (1894—1972), пољски сликар

## Ку..
Лоренцо Куаљио (1793—1869), немачки сликар
Доменико Куаљио Млађи (1787—1837), немачки сликар
Франц Куаљио (1844—1920), немачки сликар
Бохумил Кубишта (1884—1918), чешки сликар
Јајои Кузама (рођен 1929), јапански авангардни уметник
Алберт Кујп (1620—1691), холанддски сликар
Жељко Кујунджић (1920—2003), српски-амерички сликар
Д. Д. Кумбс (1850—1938), амерички сликар
Јасуо Кунијоши (1893—1953), амерички сликар
Вилем де Кунинг (1904—1997), холандски сликар
Ноел Кунихан (1913—1986, аустралијски сликар
Џеф Кунс (рођен1955), амерички кич уметник
Александер В. Куприн (1880—1960), руски сликар
Густав Курбе (1819—1877), француски сликар
Томас Кутур (1815—1879), француски сликар и предавач
Конрад Кшижановски (1872—1922), пољски сликар
- Ерасмус Куелинус Старији (1607—1678), холандски сликар
- Јакопо дела Куирчија (1374—1438), италијански вајар
- Аугуст Куерфурт (1696—1761), аустријски сликар
- Јан Мауритс Куинкхарт (1688—1772), холандски сликар

| Сликари: A Б В Г Д Ђ Е Ж З И Ј К Л Љ М Н Њ О П Р С Т Ћ У Ф Х Ц Ч Џ Ш |